# Emil Görlitz
Emil Antoni Görlitz (13 giugno 1903 – 31 maggio 1987) è stato un calciatore polacco, di ruolo portiere.

## Carriera

### Club
Ha giocato tutta la carriera nel campionato polacco.

### Nazionale
Con la Nazionale ha preso parte alle Olimpiadi del 1924.